# Telestes muticellus
Il vairone (Telestes muticellus) è un pesce d'acqua dolce appartenente alla famiglia dei Leuciscidaee quindi all'ordine dei Cypriniformes.

## Habitat e distribuzione
Endemico della penisola italiana, dalla Svizzera meridionale (corsi d'acqua tributari del Po) e dal sud-est della Francia (torrente Bevera) fino al Sele sul versante tirrenico e al Vomano su quello adriatico.
Popolazioni isolate di origine dubbia sono note anche nel Trigno, nel Biferno e nel Bussento. Il Limite orientale di distribuzione era originariamente situato attorno al fiume Sile, e la specie non era riportata in Friuli-Venezia Giulia, a eccezione del bacino dell'Isonzo (dove si trattava in realtà del congenere T. souffia). A seguito di traslocazioni umane tuttavia, la specie si è espansa in tutta la regione a partire dagli anni 80-90, raggiungendo infine anche l'Isonzo.
Il suo ambiente ideale sono i fiumi nella Zona dei Ciprinidi a deposizione litofila con acque trasparenti, ossigenate e pulite e fondi sabbiosi o ghiaiosi.

## Descrizione
Appare simile al comune cavedano da cui è immediatamente riconoscibile per la bocca molto più piccola, in posizione terminale, per le scaglie piccole e per la diversa livrea che è brunastra sul dorso con una banda longitudinale scura, spesso con riflessi metallici.
Le dimensioni sono modeste raggiungendo solo eccezionalmente i 20 cm.

## Tassonomia
La specie presenta un forte differenziamento interno, con tre linee evolutive ben distinte geneticamente: una propria dell'area padano-veneta e della Liguria di Ponente, una nell'area tirrenica centro-settentrionale, e una nell'Italia tirrenica meridionale. Per questo motivo alcuni ittiologi hanno proposto l'istituzione di tre specie ben distinte, chiamate rispettivamente T. savigny, T. muticellus e T. comes. Tuttavia non vi è ancora un consenso in ambito scientifico, e per il momento la specie viene trattata ancora in modo unitario.
In passato, T. muticellus veniva considerata soltanto una sottospecie del vairone europeo (Telestes souffia).

## Riproduzione
La specie effettua migrazioni riproduttive portandosi negli affluenti minori dei corsi d'acqua. L'accoppiamento avviene nelle acque basse con forte corrente.

## Alimentazione
Esclusivamente carnivoro, si nutre di larve, insetti, crostacei e molluschi.

## Pesca
Viene catturato soprattutto con la tecnica della passata con montature estremamente sottili ed anche con la tecnica della pesca a mosca sia sommersa che a galla. Ambito da molti pescatori di trote che lo utilizzano come esca per i pregiati salmonidi. Le sue carni sono ottime per le fritture, ma ricche di spine.